# 네부카와역 열차 전락 사고

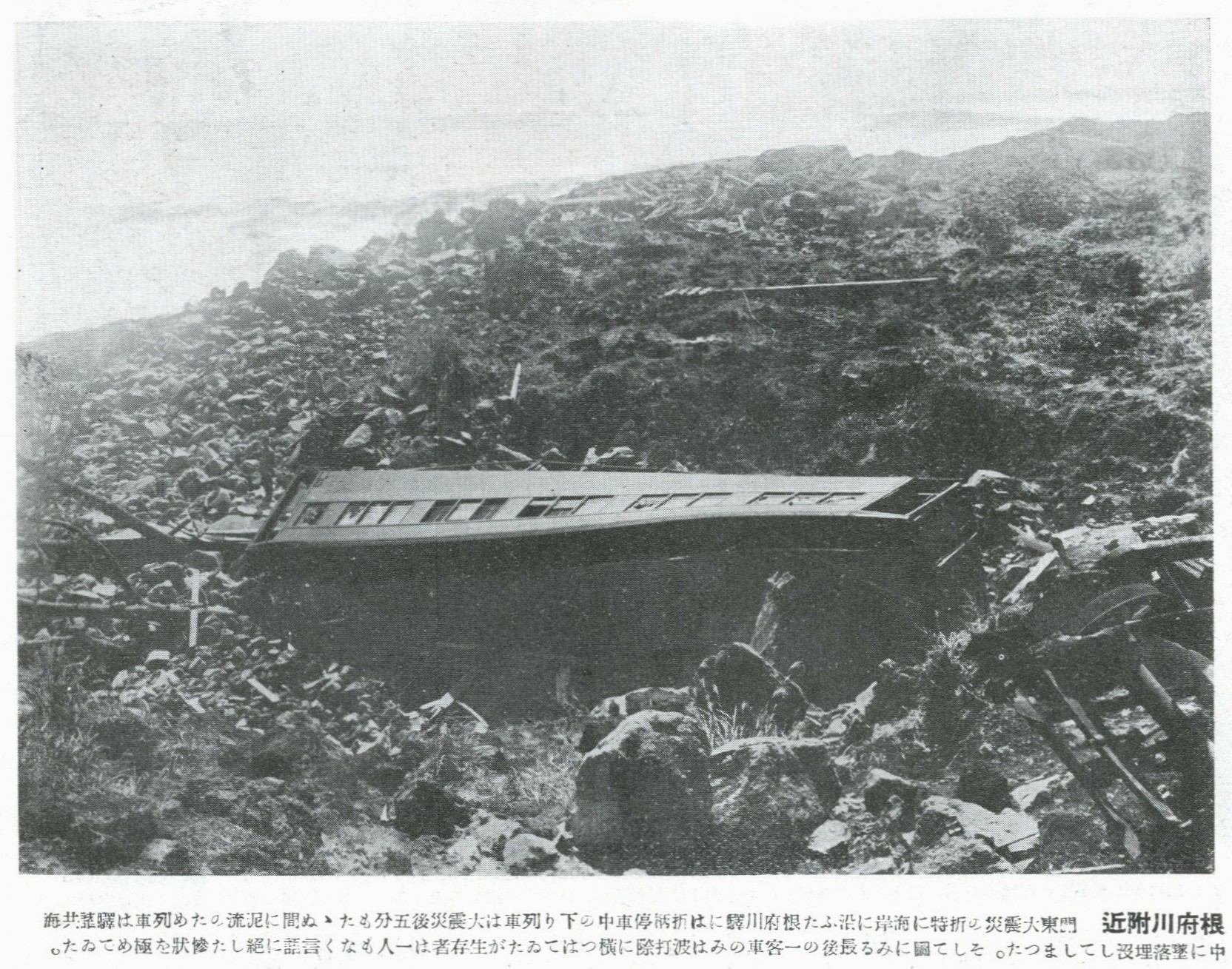
네부카와역에서 바다로 쓸려가버린 열차 중 해안에 남은 객차의 모습.

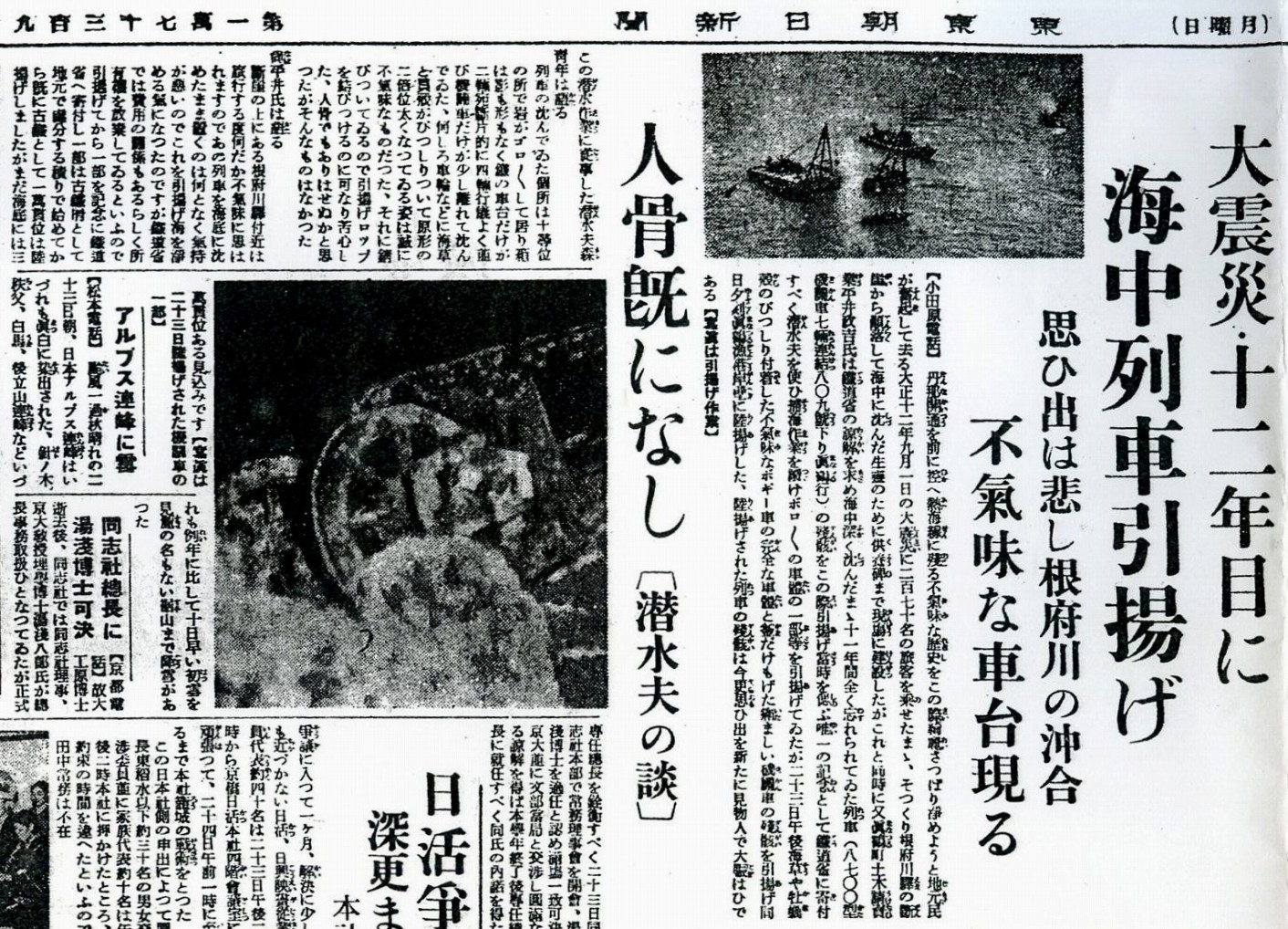
바다 속에 가라 앉은 열차의인양을 보도 한 신문 기사

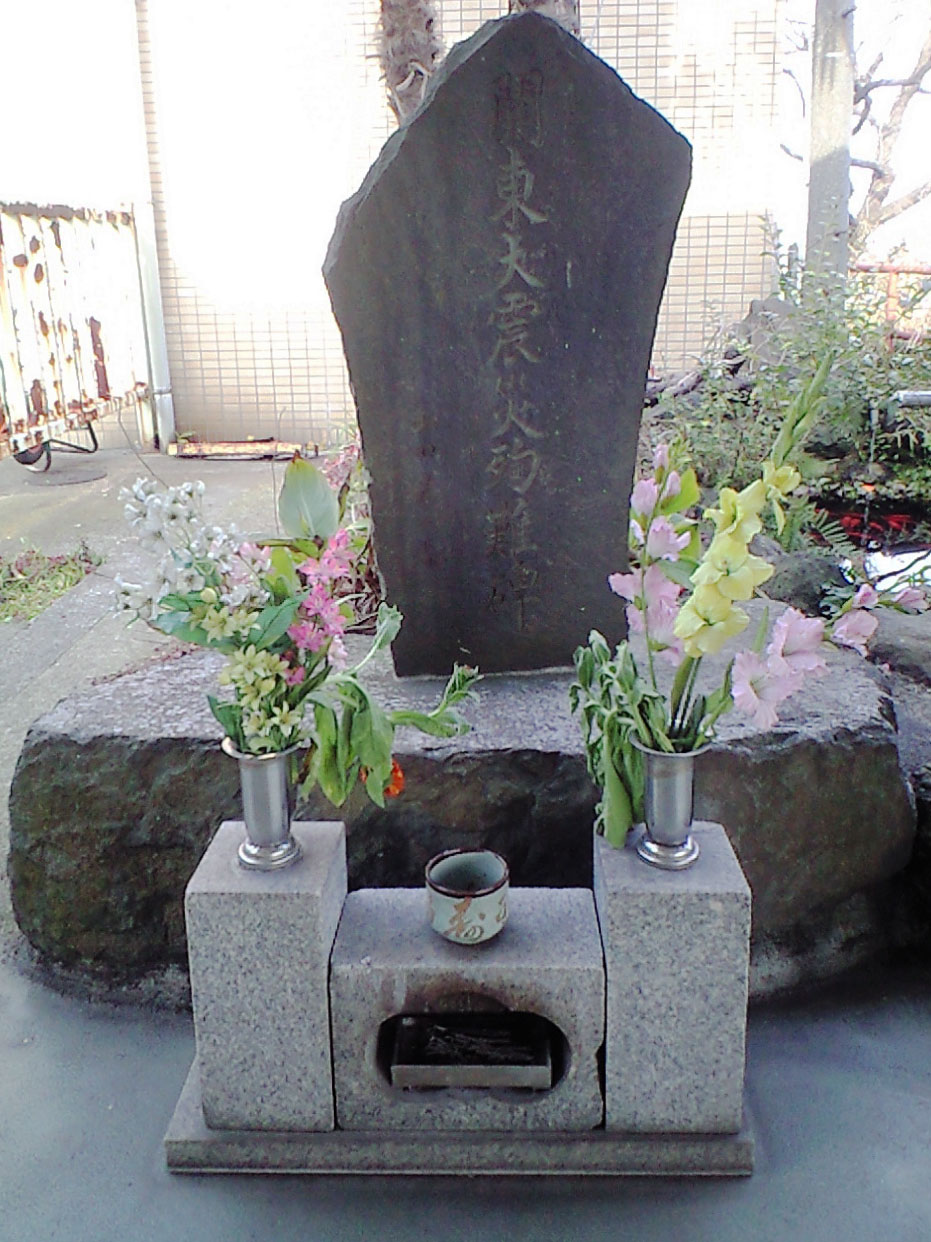
간토 대지진 당시 희생자를 추도하기 위해 세워진 "간토 대지진 순난비"

네부카와역 열차 전락사고(일본어: 根府川駅列車転落事故)은 1923년 9월 1일에 일본에서 발생한 철도 사고이다. 간토 대지진으로 산사태가 발생하여, 가나가와현 아시가라시모군 가타우라촌(현재의 오다와라시 일부)에 있는 네부카와역으로 들어오던 마나즈루 행 열차가 바다로 휩쓸려, 125명의 사상자가 발생했다(사망자 112명).

## 개요
네부카와역에서, 간토 대지진 직후 역을 지나가던 열차와 역사, 홈 전체가 토석류에 쓸려가 바닷속으로 떨어져서 100여명 이상의 사망자가 나왔다. 이후 발생한 또 다른 토석류로 마을 대부분이 매몰, 추가로 수백 명의 사망자가 발생했다.
역 주변의 주민도 다수 죽거나 다쳤다. 역사는 이듬해 재건되었고, 침몰한 기관차와 열차는 1932년 9월 회수되었어 그 잔해가 사이타마현의 철도박물관에 전시되어 있다.

## 참고 문헌
- 網谷りょういち 『日本の鉄道碑』 日本経済評論社、2005年。ISBN 4-8188-1759-7
- 内田宗治 『関東大震災と鉄道』 新潮社、2012年。ISBN 978-4-10-332561-1
- 久保田博 『鉄道重大事故の歴史』 グランプリ出版、2000年。ISBN 4-87687-211-2
- 佐々木冨泰・網谷りょういち 『事故の鉄道史 疑問への挑戦』 日本経済評論社、1993年。ISBN 4-8188-0662-5
- 寒川旭 『地震の日本史 大地は何を語るのか 増補版』 中央公論新社 〈中公新書〉、2011年。 ISBN 978-4-12-191922-9
- 武村雅之 『地震と防災 "揺れ"の解明から耐震設計まで』 中央公論新社 〈中公新書〉、2008年。 ISBN 978-4-12-101961-5
- 武村雅之・都築充雄・虎谷健司 『神奈川県における関東大震災の慰霊碑・記念碑・遺構 (その2 県西部編 (熱海・伊東も含む) 』 名古屋大学減災連携研究センター、2015年3月。
- 鉄道省編 老川慶喜 解題 『関東大震災・国有鉄道震災日誌』 日本経済評論社、2011年。ISBN 978-4-8188-2185-9
- 山之内秀一郎 『なぜ起こる鉄道事故』 東京新聞出版局、2000年。ISBN 4-8083-0726-X
- 조슈아 해머 (2006년). Yokohama Burning: The Deadly 1923 Earthquake and Fire that Helped Forge the Path to World War II. 10-ISBN 0-7432-6465-7; 13-ISBN 978-0-7432-6465-5(cloth)